# Gérard Douffet
Gérard Douffet, né le 6 août 1594 et mort en 1660, est un peintre liégeois d'histoire et de portrait. Il est l'initiateur de l'École liégeoise de peinture. Âgé de 18 ans il est confié aux leçons de Rubens. À 20 ans il part pour l'Italie où il se perfectionne dans le milieu caravagesque. Parmi ses œuvres, on souligne l'Invention de la Sainte Croix (1624, Munich, Alte Pinakothek) et la Visite du pape Nicolas V au tombeau de saint François d'Assise (1627, Munich, Alte Pinakothek). En 1634, Douffet devient peintre de Ferdinand de Bavière, prince-évêque de Liège.

## Biographie
Il entame ses études grâce à un peintre liégeois nommé Jean Taulier. Ensuite il se rend à Dinant chez un artiste inconnu nommé Perpète. Entre 1612 et 1614, selon son biographe Louis Abry, il suit les enseignements de Rubens. En 1614, il part pour l'Italie, où il reste sept ans à Rome ; il visite aussi Malte et Venise. Aucune œuvre certaine n'est conservée de ce séjour italien sauf La Forge de Vulcain (1615), conservée à La Boverie. Il semble que Douffet ait suivi une formation dans le courant caravagesque. Le plus ancien tableau conservé est L'Invention de la Sainte Croix (Munich) ; ce tableau de 1624 est le véritable tableau qui va poser le premier jalon de l'école liégeoise du XVIIe siècle. Ses deux autres chefs-d'œuvre de la période de maturité témoignent des mêmes conceptions. La Visite du pape Nicolas V au tombeau de saint François de 1627, également conservée à Munich, nous montre la première manifestation de la Contre-Réforme dans la peinture liégeoise. L'Apparition du Christ à saint Jacques (Schleissheim), de 1633, renvoie également au Caravage. En 1634, il est nommé peintre officiel du prince-évêque de Liège Ferdinand de Bavière.
Gérard Douffet se marie en 1628 et mène une vie tranquille et laborieuse. Il a un fils, architecte. Aucun fait saillant ne perturbe cette existence consacrée au travail, sauf en 1646, époque à laquelle il doit quitter Liège livrée alors aux dissensions provoquées par les Grignoux et les Chiroux.
À partir des années 1630, son art s'affadit bien qu'il réalise des œuvres d'un bon niveau telles que L'Adoration des bergers d'Alden Biesen (vers 1640), La Forge de Vulcain (1645) ou La Descente de croix de Kornelimünster (près d'Aix-la-Chapelle).
L'une des dernières œuvres de Douffet fut le grand retable de L'Érection de la Croix (retrouvé au musée des beaux-arts de Nantes). Celle-ci montre que l'artiste ne parvient plus à donner la même force d'expressions que ces premières toiles.

## Aperçu de son œuvre

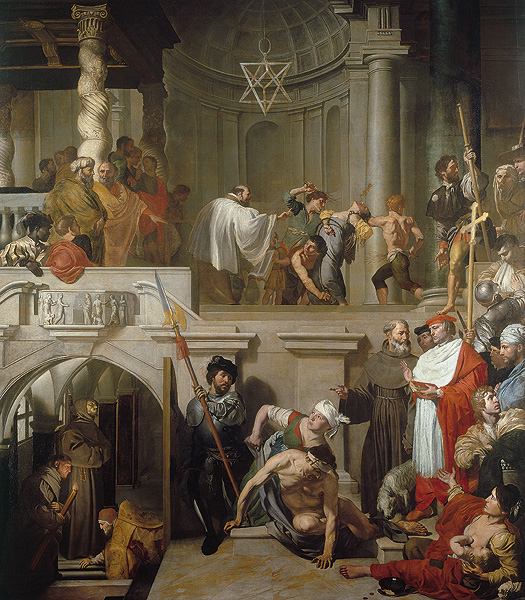
Visite du pape Nicolas V au tombeau de saint François d'Assise, 1627, huile sur toile,, Pinacothèque de Munich.

- 1594 : Portrait d'homme, La Boverie, Liège.
- 1615 : La forge de Vulcain, La Boverie, Liège.
- 1624 : L'Invention de la Sainte Croix, Alte Pinakothek, Munich.
- 1627 : Visite du pape Nicolas V au tombeau de saint François d'Assise, Alte Pinakothek, Munich.
- 1634 environ : Portrait d'un ecclésiastique, probablement Ferdinand de Bavière, prince-évêque de Liège, Kunstmuseum, Düsseldorf.
- 1637 : Portrait de Sébastien de la Ruelle sur son lit de mort, La Boverie, Liège.
- 1645 : Vénus et l'amour dans la Forge de Vulcain, La Boverie, Liège.

### Le personnage
Dans son ouvrage consacré aux peintres liégeois, Jules Helbig décrit Douffet en ces termes :

« ...Arrivé à Rome, il se mit aussitôt à dessiner les statues antiques, à copier les toiles des grands maîtres de la Renaissance, et, chose à noter, il s'attacha particulièrement à l'étude d'un tableau de Jean de Maubeuge, le maître de Lambert Lombard. Tout en s'adonnant aux études assidues, le jeune artiste, poussé par un caractère agréable et gai, se mit en relation avec bon nombre de personnes distinguées. Leur société lui fit comprendre combien l'instruction qu'il avait reçue était insuffisante et à quel point il manquait de lecture. Il s'efforça courageusement de réparer les lacunes de sa première éducation par la lecture de bons livres et l'étude du latin. Doué d'une mémoire heureuse et de beaucoup d'intelligence, il réussit à acquérir un peu de culture littéraire qui lui manquait. Il récitait couramment des tirades entières des meilleurs auteurs et passait même pour tourner assez bien un vers. Enfin, il s'adonna à l'étude des livres d'histoire et de philosophie, cherchant ainsi à cultiver de plus en plus son esprit, sans renoncer ni à l'étude de son art, ni aux plaisirs de la société qu'il voyait à Rome... »

— Jules Helbig, La peinture au pays de Liège et sur les bords de la Meuse, Liège

### Style, influence
Dans le giron du Caravage, on retrouve probablement Bartolomeo Manfredi, peintre lombard. Disciple fidèle, on distingue chez lui toutes les caractéristiques de la mouvance caravagesque : technique du clair-obscur et réalisme des compositions. Durant son séjour en Italie, il semble bien que Gérard Douffet ait principalement vécu dans le milieu des caravagesques manfrédiens parmi lesquelles on retrouve Valentin de Boulogne et Tournier. 

« ...Gérard Douffet fut un bon dessinateur ; le style italien fut l'objet de ses sympathies. Les chairs de ses modèles ont un coloris chaud, surtout dans ses portraits, généralement bien composés et bien dessinés. Les expressions sont vraies ; mais son coloris laisse à désirer : il manque de vérité. Le temps a considérablement nui aux tableaux de ce maître, ils tournent au noir...  »

— Ad. Siret, Biographie nationale

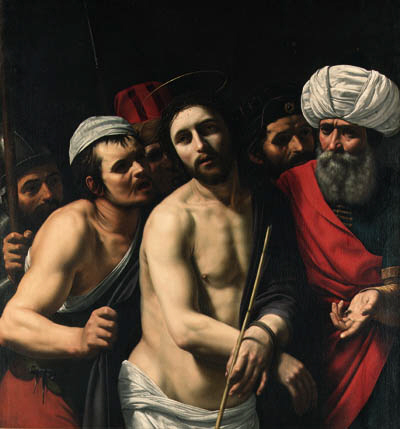
Ecce Homo. Date: ? Huile sur toile -

Dans Ecce Homo (en médaillon), Douffet démontre toutes ses aptitudes au chiaroscuro qu'il a acquises dans l'entourage caravagesque. Cette composition, attribuée deux fois au Caravage en 1812 et 1954, met également en exergue la haute qualité sculpturale des sujets.

### Fortune critique
M. Dartois, ciseleur de la cité, qui mourut en 1849, le décrivait ainsi dans ses notes :

« Gérard Douffet était contemporain de Bertholet. Il avait un génie vaste et donnait beaucoup de mouvement à ses compositions ; son dessin est noble et facile, les caractères de ses figures sont grandioses ; c'est l'Annibal Carrache de ce pays. Ses ouvrages ont été achetés par l'Électeur palatin ; ils étaient dans la galerie de Dusseldorf. Il nous restait un tableau de ce maître dans l'église paroissiale Saint-Martin, représentant Saint-Roch atteint de la peste ; la couleur des carnations est vraie et l'expression de la souffrance est admirable. Les Français l'ont emporté. M. Desoer, ci-devant receveur de la province, possède un tableau, représentant le Portrait de Bertholet, de Douffet et de sa femme ; ce dernier a peint le portrait de sa femme et celui de Bertholet ; celui-ci a fait celui de Douffet, et Gérard Goswin, célèbre peintre de fleurs, a peint la guirlande de fleurs que tient la femme de Douffet »

— Stanislas Bormans
, Notes sur quelques artistes liégeois